# ويليام غراهام بوس

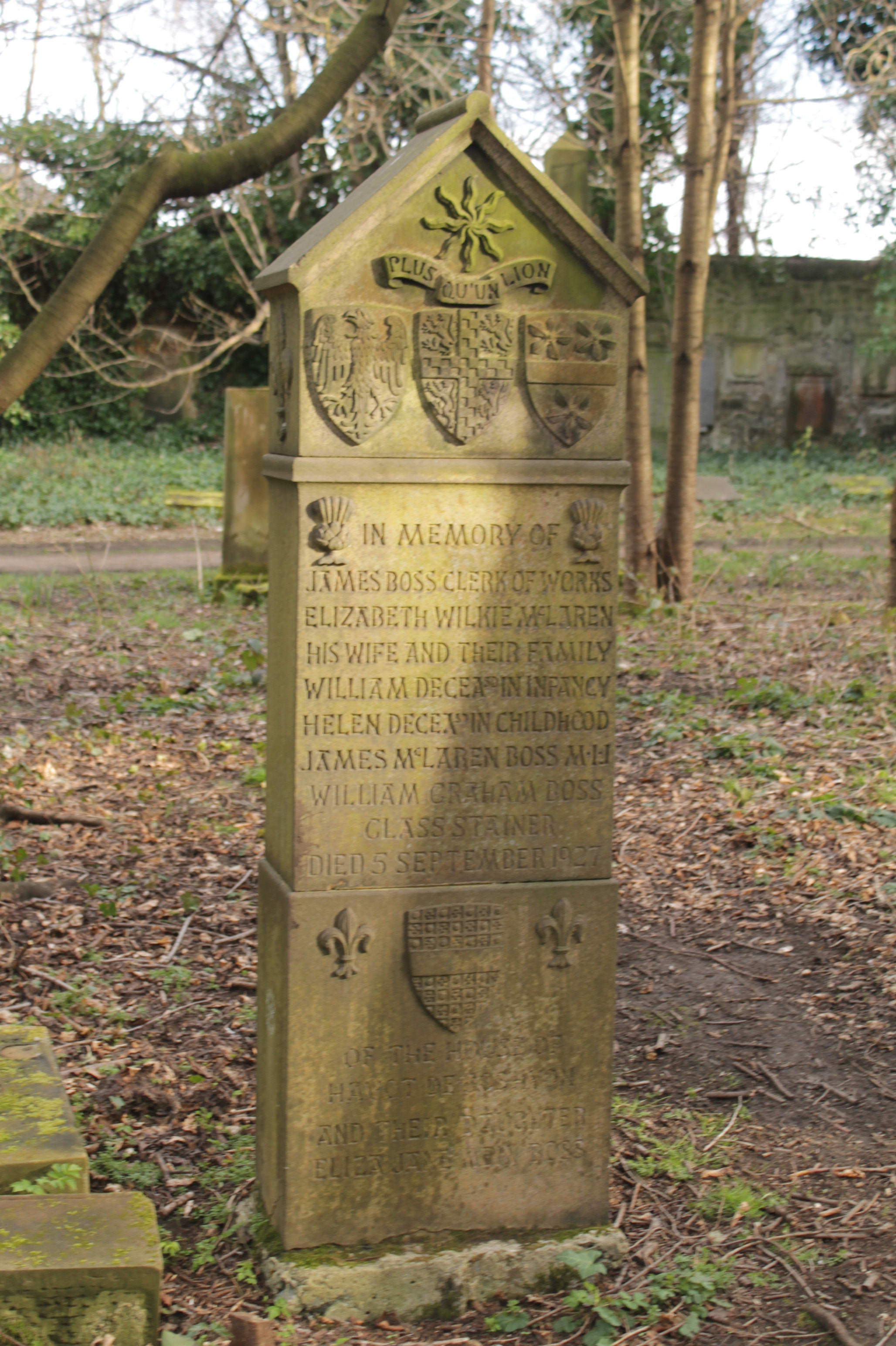
قبر وليام جراهام بوس

ويليام جراهام بوس هو مصممًا للزجاج المعشق (الملون) واشتُهرت اغلب أعماله في معرض الصور الوطني الإسكتلندي، ويحتوى المعرض على مجموعة من اللوحات الزجاجية الملونة المخصصة للوضع على الدرج الرئيسي، وأُقيم المعرض لتحديد استيعاب المبنى لإمكانية اقامة المتحف الوطني للآثار فيه منذ عام 1891.

## حياتة
ولد في دنفرملين في فايف وهو ابن للكاتب العام جيمس بوس (1802-1888) وزوجته إليزابيث ويلكي مكلارين (1816-1909) ، وكان تابع للماسونية.
ومنذ عام 1875، عاشت جميع افراد العائلة في «11 لويس تيراس» في إدنبرة.
وظهر كمصمم زجاج ملون لأول مرة في عام 1883.
وفي عام 1911 عندما كان يعيش في «11 لويس تيراس» في دالري كولونيز وبدأ بتشغيل الاستوديو الخاص به من «16 يونين ستريت» في الجزء العلوي من ليث ووك.
وتوفي في 5 سبتمبر 1927 ودفن مع والديه في مقبرة واريستون، ويقع القبر في القسم الجنوبي شمال المسار الجنوبي.

## المؤلفات
- ودار الغموض بخصوص عائلة بوس وبالتحديد الاسم بوس (1902)، وهذا إلى حد كبير يتضمن الرسائل اللاذعة المتبادلة بينه وبين هنري راش بوس من نيويورك وهو المساهم الأساسي في تاريخ العائلة، وأظهر ويليام في هذه المراسلات لمدة ثلاث سنوات رغبة شديدة في أن يكون من الطبقة النبيلة، بينما يكتب هنري بطريقة واقعية ومتواضعة للغاية.

## أعماله
- كنيسة ماجدالين، إدنبرة (1893)
- معرض الصور الوطني الإسكتلندي (1894)

ويحتوي معرض الصور الوطني الإسكتلندي على صور زجاجية ملونة من تصميم بوس لمختلف رؤساء أعضاء اللجنة، وهم: جون ريتشي فيندلاي، مركيز بوت، السير هربرت ماكسويل، السير جوزيف نويل باتون، السير ويليام فيتس دوغلاس، البروفيسور ويليام تورنر، روبرت كوكران باتريك، روبرت رواند أندرسون، السير توماس داوسون برودي، إينيس جيمس جورج ماكاي، ريجينالد ماكليود، جيمس ماكدونالد، ديفيد كريستسون، روبرت مونرو، البارون الأول ألنس، جوزيف أندرسون، توماس ديكسون، السير آرثر ميتشل، روبرت كارفري، القسيس الأستاذ جون دونز، جيلبرت جودي، آدم ريتشاردسون وجون تايلور براون.